# Les Lutteurs (sculpture)
Pour les articles homonymes, voir Les Lutteurs.
Les Lutteurs sont une sculpture romaine conservée dans la galerie des Offices, à Florence, en Italie. Probablement basée sur un bronze grec désormais perdu, cette sculpture en marbre de Paros haute de 89 centimètres a elle-même été découverte dans un vignoble près de la Porta San Giovanni de Rome en 1583. Elle représente deux pancratiastes en action.